# Oblast' di Černihiv
L'oblast' di Cernihiv (in ucraino Чернігівська область?, Černihivs'ka oblast'), anche denominato Cernihivščyna (Чернігівщина?), è una delle 24 Oblast' dell'Ucraina. Si trova nel nord-est del paese, immediatamente ad est del fiume Dnepr, nella zona del bassopiano di Prydniprov e di Polis'. Confina a nord con Russia e Bielorussia.

## Geografia fisica
Confina a nord con la regione bielorussa di Homel', a nord-est con l'oblast' russo di Brjansk, ad est con l'oblast' di Sumy, a sud con l'oblast' di Poltava e ad ovest con l'oblast' di Kiev. Il confine occidentale è segnato dal bacino di Kiev formato dal fiume Dnepr. All'interno del territorio dell'oblast' di Černihiv si trova l'enclave di Slavutyč, una cittadina appartenente all'oblast' di Kiev fondata per ospitare gli abitanti di Černobyl' e dei dintorni dopo il disastro nucleare del 1986.
L'oblast' è ricoperta per il 20% da foreste. Inoltre, vi sono numerosi fiumi e torrenti, circa 1 200, per una lunghezza complessiva di 8500 km. Tra i più importanti vi sono: il Dnepr, la Desna e gli affluenti Sejm, Oster, Snov, Ubid' e Udaj.

### Clima
Il clima è di tipo continentale. La temperatura media di gennaio è di −7 °C, quella di luglio +19 °C. La media annua delle precipitazioni varia fra i 550 e i 660 mm.

## Cultura
Nell'oblast' di Cernihiv si trovano parecchi monumenti storici e architettonici di notevole importanza, di epoca medievale come di epoca moderna, inoltre questa regione è patria di poeti, registi come Oleksandr Dovženko, storici, scrittori e personaggi politici, fra i quali vi è l'ex presidente dell'Ucraina, Leonid Kučma. Il turismo in questa oblast' è discretamente sviluppato anche grazie ad una flora ed una fauna molto ricca.

## Popolazione
La popolazione dell'oblast' di Černihiv conta 959 315 abitanti (1º gennaio 2022). L'oblast' ha subito un declino demografico a lungo termine. La popolazione è scesa del 38% rispetto alla cifra del 1959 di 1.554.000, ed è il calo più grande di qualsiasi oblast' ucraina. Ha la densità di popolazione più bassa dell'Ucraina.

### Nazionalità
La popolazione dell'oblast' è prevalentemente ucraina, con minoranze bielorusse e russe concentrate nella parte settentrionale.
Questa è la percentuale delle nazionalità presenti nell'oblast' (dati del 2007):
- Ucraini - 93,5%
- Russi - 5%
- Bielorussi - 0,6%
- Altri - 0,9%

## Amministrazione
Dal 18 luglio 2020 l'oblast' è suddivisa amministrativamente in 5 distretti: Černihiv, Nižyn, Pryluky, Korjukivka e Novhorod-Sivers'kyj.
I dati che seguono mostrano il numero di ogni tipo di suddivisione amministrativa:
- Distretti: 5
- Città: 15
- Insediamenti rurali: 30
- Villaggi: 1 489

### Situazione antecedente il 2020
Prima della riforma amministrativa del 2020, nell'oblast' si trovavano 22 distretti e 4 città di rilevanza regionale (Černihiv, Nižyn, Pryluky e Novhorod-Sivers'kyj).

## Oblast' confinanti
- Oblast' di Kiev
- Oblast' di Poltava
- Oblast' di Sumy